# Annur
Annur è una suddivisione dell'India, classificata come town panchayat, di 18.163 abitanti, situata nel distretto di Coimbatore, nello stato federato del Tamil Nadu. In base al numero di abitanti la città rientra nella classe IV (da 10.000 a 19.999 persone).

## Geografia fisica
La città è situata a 11° 14' 17 N e 77° 06' 40 E.

## Società

### Evoluzione demografica
Al censimento del 2001 la popolazione di Annur assommava a 18.163 persone, delle quali 8.997 maschi e 9.166 femmine. I bambini di età inferiore o uguale ai sei anni assommavano a 1.897, dei quali 974 maschi e 923 femmine. Infine, coloro che erano in grado di saper almeno leggere e scrivere erano 12.051, dei quali 6.621 maschi e 5.430 femmine.